# Pseudonacaduba dexamene
Pseudonacaduba dexamene är en fjärilsart som beskrevs av Druce 1887. Pseudonacaduba dexamene ingår i släktet Pseudonacaduba och familjen juvelvingar. Inga underarter finns listade.